# ケイ酸カリウム
ケイ酸カリウム（ケイさんカリウム、英: potassium silicate）はカリウムのケイ酸塩で、通常化学式K2SiO3で表される無機化合物。水和水を含む形で存在しており、白色の固体又は水ガラス状の物質で、建築、溶接、洗剤などの用途がある。

## 用途
用途は建築業(45%)、溶接棒(19%)、洗剤(16%)の順で、他に肥料としての用途もある。金属の酸化防止を目的とした溶接棒の被覆材、無機質塗料の硬化剤、液体洗剤やカリ石鹸の原料として使用される。

## 製造
水酸化カリウムとケイ酸ゲルを原料とした湿式法と乾式法がある。
{\displaystyle {\ce {{\it {n}}{SiO2}+2KOH->K2O.{\it {n}}{SiO2}+H2O}}}

## 安全性
皮膚や眼に対する強い刺激性がある。